# 伊達順之助
伊達 順之助（だて じゅんのすけ、1892年〈明治25年〉1月6日 - 1948年〈昭和23年〉9月9日）は、満蒙独立運動や山東自治聯軍に参加した大陸浪人・馬賊。中国名は張宗援。

## 来歴・人物
父・伊達宗敦（男爵・仙台藩知事）の六男で、祖父は幕末の四賢侯の一人の宇和島藩主伊達宗城。仙台藩祖伊達政宗の直系子孫に当たる。大名華族の子に生まれながら素行が悪く、1904年（明治37年）に麻布小学校を卒業し、その後麻布中学、慶應義塾中等部、攻玉社中学、学習院、幼年学校、立教中学などいくつもの学校を転々としたとされるが定かでない。1914年（大正3年）、旧制海城中学校卒業。次いで、善隣書院（院長は宮島大八と川島浪速）にて「満蒙決死団」を組織。安田善次郎を暗殺した朝日平吾や小磯国昭少佐が参加した。
この間、慶應義塾中等部では出刃包丁を持って登校し、立教中学在学中の1909年5月13日には、東京明石町の路上で縄張り争いから不良学生を射殺する事件を起こし、1909年10月15日の東京地方裁判所判決では懲役12年、1910年6月の控訴審判決では懲役6年を宣告されたが、伊達家の弁護士の依頼により探偵岩井三郎が被害者の素行調査を行い、上告審を有利に進め正当防衛であったことを立証、大審院の差し戻しによる宮城控訴院判決では執行猶予を得て釈放された。
甘粕正彦に接近して東京から奉天に渡り、1916年に張作霖爆殺計画に参画し、1919年に山縣有朋暗殺計画（共に失敗）を画策する等、過激な行動が目立った。
1916年に川島浪速が粛親王善耆らと起こした第二次満蒙独立運動に順之助も参加し、その頃から大陸浪人として活動していたと思われる。第二次満蒙独立運動失敗後は山東自治聯軍に参加し、1929年に張宗昌（奉天派）とは義兄弟の契りを交わし張宗援と名乗った。
1919年、朝鮮総督・斎藤実預かりとなり朝鮮に渡った。義州国境警隊長となる。
1923年、武装朝鮮人の根拠地を急襲する。
1931年、中国に帰化し張宗援と称した。山東省自治を目指す。
1937年、満州国軍四千名を率い山東に出陣する。
1939年、「掖城事件」が勃発、伊達順之助部隊も解散となる。
1945年、日本軍、順之助に「張宗援」部隊再編成を持ちかけるも不調に終わった。
終戦後、順之助は中国青島にて日本人戦犯として連行、戦犯とされ青島拘留所、上海監獄臨時戦犯拘留所、江湾鎮戦犯収容所に収監され死刑宣告を受けた。のちに上海監獄に送られ、1948年9月9日銃殺刑に処せられた。

## 系譜
- 祖父：伊達宗城
- 義祖父：伊達慶邦
- 父：伊達宗敦
- 母：万喜子（松根三楽の長女）
- 正妻：伊達八重子（田村弥太郎の娘）
  - 長男：伊達宗義（拓殖大学教授、花園大学名誉教授、専攻は中国軍事問題）
  - 次男：伊達政之（香港第一日文専科学校校長）
  - 長女：伊達智子
- 妾：中国人女中
  - 張宗貴（中国籍）
- 義兄：大木遠吉（伯爵、姉・幸子の夫）
- 従兄弟：桑折英三郎（海軍中将、青島逼塞時の庇護者）

## 小説
- 檀一雄『夕日と拳銃』新潮社、1955年-1956年（主人公・伊達麟之助のモデルとなったのが伊達順之助）

　1956年に映画化『夕日と拳銃 日本篇 大陸篇』、1964年にTBSにてTVドラマ化『夕日と拳銃』全13回
- 都築七郎『伊達順之助の歩んだ道』大勢新聞社 1964年
- 同『秘録夕日と馬と拳銃 伊達順之助』
- 伊達宗義『灼熱－実録伊達順之助－』蒼洋社 1979年
- 胡桃沢耕史『闘神－伊達順之助伝－』文藝春秋、1990年 のち文庫
- 樋口明雄『頭弾』講談社、1997年
- 樋口明雄『狼叫』講談社、1998年